# Флаг Габона
Государственный флаг Габона, принятый 9 августа 1960 года, представляет собой прямоугольное полотнище разделённое на три равновеликих горизонтальных полосы зелёного, жёлтого и синего цветов.

## Символика флага
Дизайн флага отражает географическое положение Габона. Зелёное поле (леса) и синее (Атлантика) разделены жёлтой полосой — символом экватора и Солнца.

## История
Первый флаг Габона, принятый в 1959 году, отличался от ныне действующего шириной полос и наличием французского триколора в кантоне. После обретения независимости, французский триколор был убран с флага, а также была расширена жёлтая полоса.